# Cembalo (forteresse)
Cembalo (Чембало) est le nom de la forteresse génoise, construite au XIVe siècle, qui a donné son nom à l'époque à la ville actuelle de Balaklava (municipalité de Sébastopol) en Crimée. Pendant trois siècles jusqu'au XVIIIe siècle, elle s'est trouvée sous l'administration de l'Empire ottoman sous le nom de « Balyklava » (tatar de Crimée : Balıqlava). L'ensemble architectural se trouve au sommet et sur les pentes du mont de la Forteresse (Krepostnaïa) et est à l'état de ruines. C'est un lieu touristique majeur de la ville, inscrit au patrimoine culturel. Un escalier conduit à la tour de Barnabo Grillo à partir du quai Nazoukine.

## Histoire

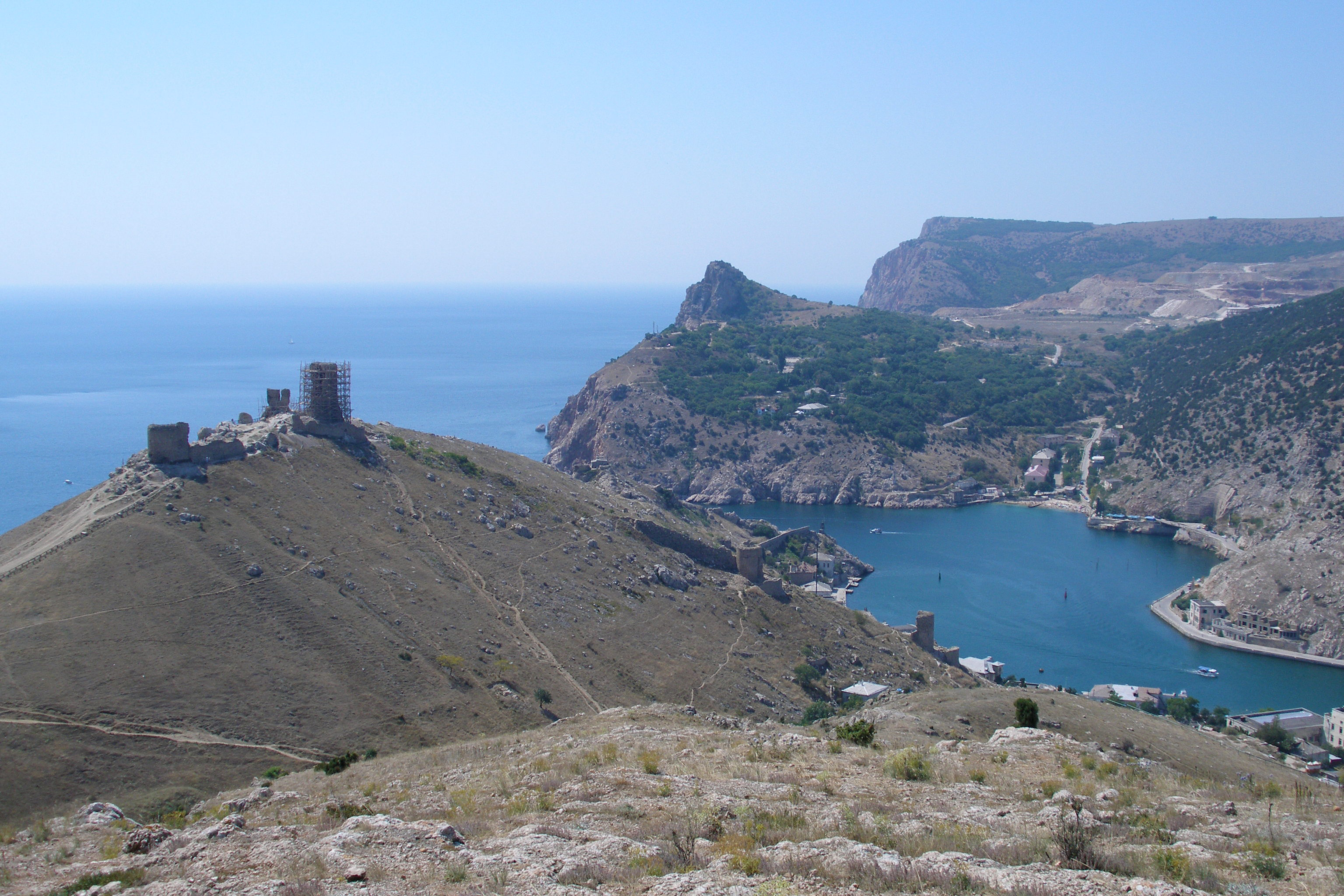
Entrée de la baie de Balaklava, mont de la Forteresse (Castron) et ruines de la forteresse de Cembalo.

Cembalo est un des comptoirs fortifiés de la république de Gênes en Gazarie. La ville-forteresse est fondée par les Génois en 1343 environ, les restes plus anciens d'un ancien fort ont disparu. C'est au milieu du XIVe siècle qu'apparaissent les premières fortifications du mont Castron (aujourd'hui « de la Forteresse »). Sur la pente Nord, il s'agissait d'abord d'un fossé renforcé d'un rempart de palissades et au nord-est d'une tour de pierre avec un grand portail. Des traces de ces premiers ouvrages sont encore visibles. Cependant le khan de la Horde, Djanibek, parvient à prendre le fort en 1354 et à brûler les fortifications. Après la conclusion d'un accord de paix, les Génois sont de retour et reconstruisent la forteresse. L'on construit sur le mont la ville haute (Saint-Nicolas) - centre de l'administration - et la ville basse (Saint-Georges) entourée de trois lignes de remparts (à partir du nord-est, de l'ouest et du sud), où habitent la plupart des habitants membres du peuple.
L'administration, située dans la ville de Saint-Nicolas, comprenait deux trésoriers, un vicaire juge, un évêque, des anciens (édiles), un messager et un trompettiste. La garnison de la forteresse au XVe siècle  était composée d'une quarantaine d'arbaletiers (de plus, ils comprenaient un barbier, deux trompettistes et un policier). À tour de rôle sept d'entre eux, dirigés par le commandant, assuraient la garde constante de la ville haute de Saint-Nicolas.
Au début du XVe siècle, la garnison de la forteresse participe à des affrontements avec des détachements de la principauté de Théodoros située dans les montagnes au sud-ouest de la Crimée (la langue de la principauté était le grec). La forteresse est prise par les troupes de Théodoros en 1423. Les Génois reprennent bientôt la forteresse aux Théodorites ; afin de continuer les hostilités, ils restaurent et renforcent à proximité leur forteresse de Kalamita (Inkerman aujourd'hui), et les Génois s'empressent de fortifier Cembalo (en 1424-1425). Cembalo est reprise par les Théodorites en 1433-1434, grâce à une révolte des habitants. La république de Gênes envoie une force expéditionnaire commandée par le « chevalier d'or », Carlo Lomellino (Lomellini) (Dominus Carolus Lomellinus; le titre de « chevalier d'or » (Cavaliere aurato) lui est décerné par le duc de Milan,), fils de Napoléon Lomellini, gouverneur de la Corse (signore della Corsica). Le siège de Cembalo par Carlo Lomellino est couronné de succès; presque tous les Théodorites assiégés sont tués et leur commandant Olou-bey (nom en turc d'un prince mangoup fils du prince Alexis de Théodoros) dont le véritable nom est inconnu, est fait prisonnier.

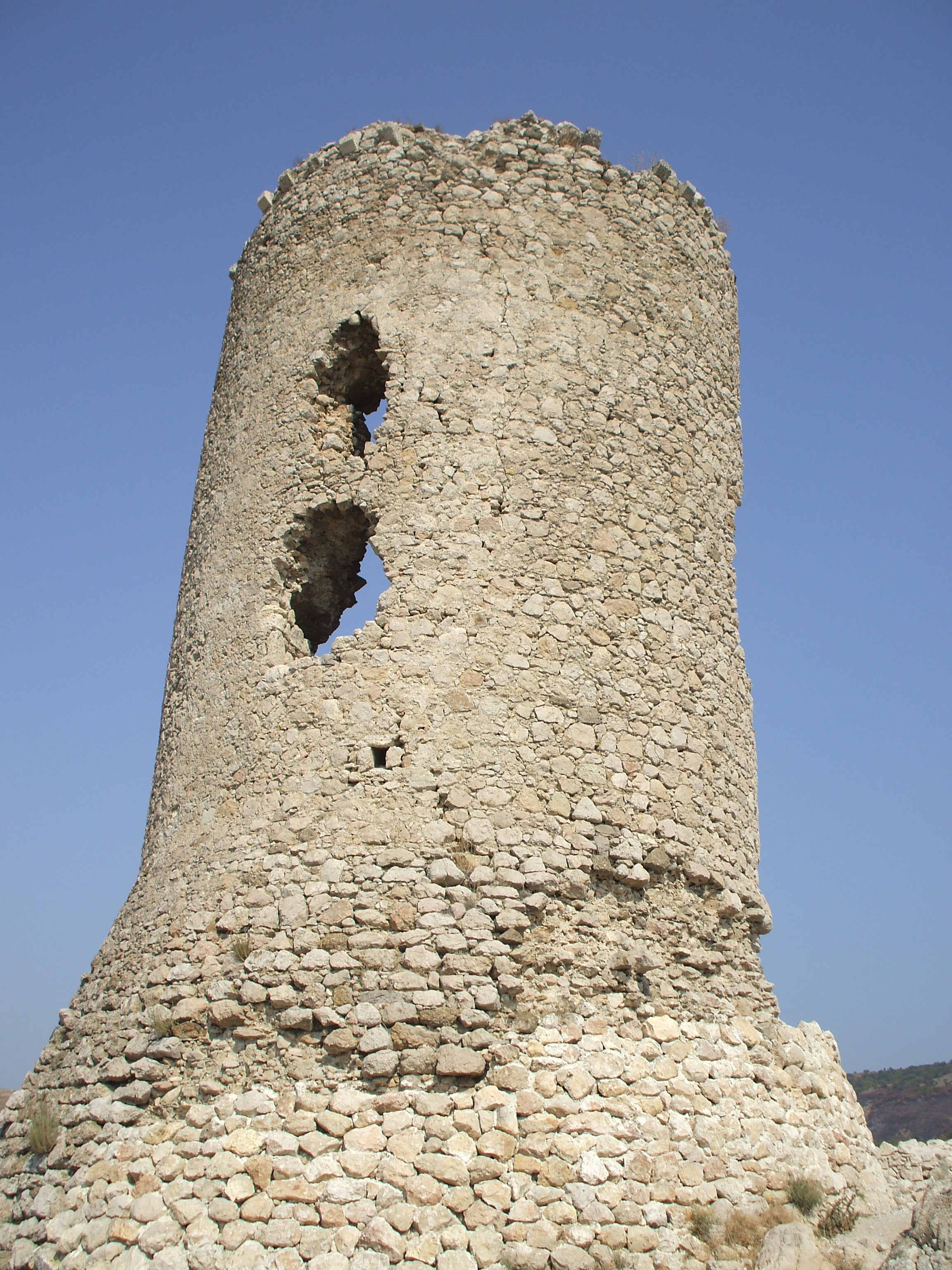
La tour principale (donjon).

Dans les années 1460 les fortifications de Saint-Georges sont refaites à neuf et à l'angle sud-ouest une citadelle est bâtie avec une tour-donjon érigée sur l'un des plus hauts points.
La forteresse de Cembalo est prise par les Turcs en 1475. Celle-ci reçoit le nom de « Nid de poissons » (Balyk ioub) et abrite désormais une garnison ottomane, et plus tard, lorsque des khans de Crimée se rendaient coupables d'opposition au sultan de Constantinople, ils étaient enfermés dans cette forteresse. Ensuite le nom de la forterrese a donné le toponyme moderne de « Balaklava » (ou Balaclava).

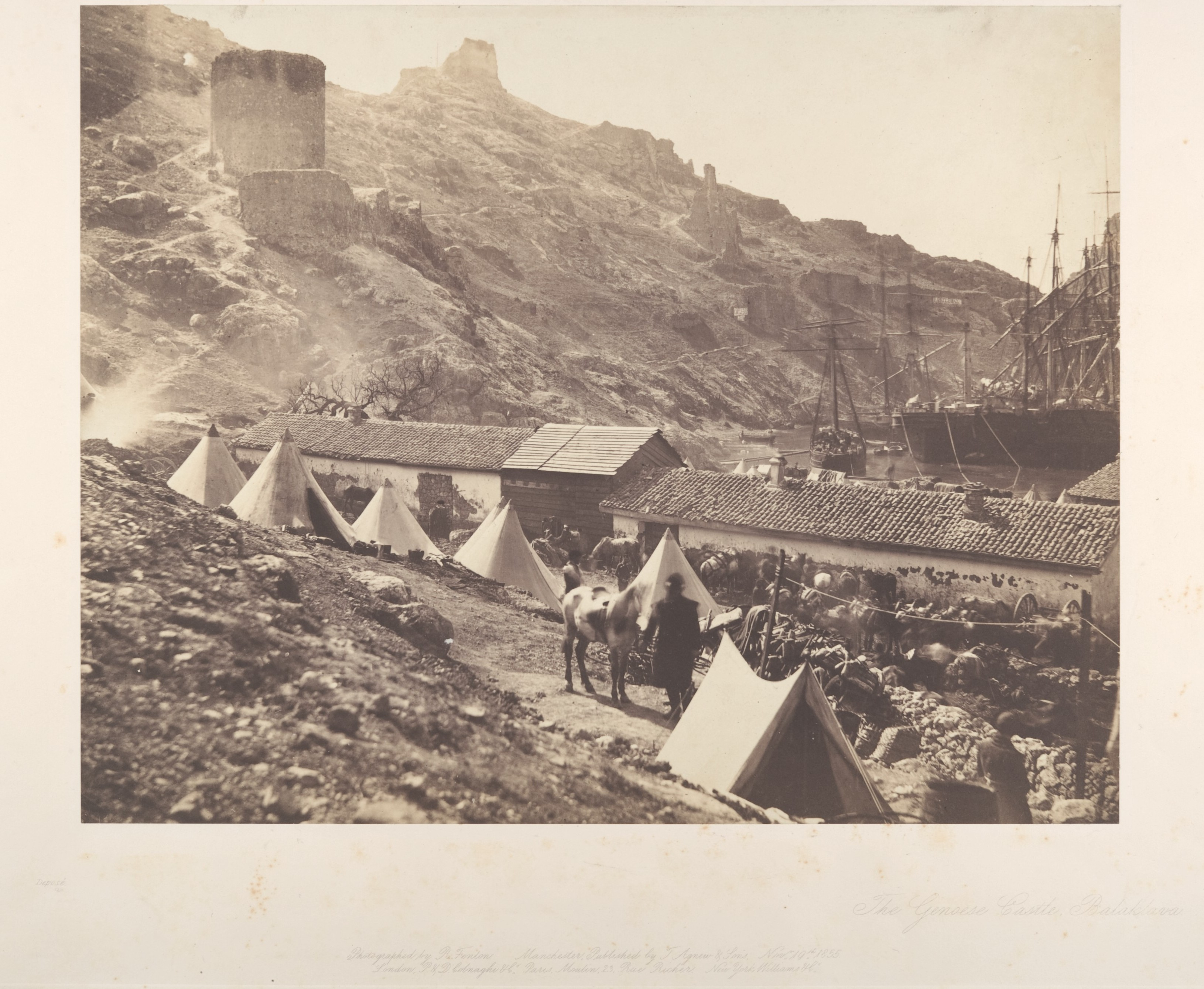
La forteresse de Cembalo, photographie de Roger Fenton en 1855.

Après l'annexion de la Crimée à l'Empire russe en 1783, le territoire de la forteresse sert d'abord de garnison, mais tombe peu à peu en déshérence, la forteresse ayant perdu sa signification stratégique. Pendant la Guerre de Crimée, le donjon est partiellement détruit et n'est pas reconstruit. L'on peut remarquer encore sur les pentes orientales du mont des terrasses aménagées par les troupes italiennes lors de la bataille de Balaklava de 1854. Vingt ans plus tard, l'entrée de la baie est réaménagée avec de nouvelles constructions. Balaklava connaît une période d'essor.
Après la révolution de 1917 et la guerre civile toute l'infrastructure est nationalisée avec l'arrivée du pouvoir soviétique. C'est à l'automne 1941 que commence le premier des deux sièges de Sébastopol défendue héroïquement (30 septembre 1941 - 4 juillet 1942). Les armées allemandes et roumaines s'emparent de la Crimée en octobre 1941. Toute la péninsule n'apparaissait pas dans les plans du haut commandement allemand. Mais la directive d'octobre d'Hitler exigeait de s'emparer de la Crimée coûte que coûtes; en conséquence, l'ennemi vise Sébastopol et la flotte de la mer Noire perd sa base. En novembre 1941, Balaklava et Cembalo sont la pointe méridionale du front germano-soviétique. Les Allemands occupent pendant huit mois la région dont Balaklava et Sébastopol. Cependant en juillet 1942 ils sont obligés d'évacuer vers la péninsule de Taman. Le donjon souffre de graves dommages à l'été 1942 et au printemps 1944 pendant le siège et les combats pour la libération de Sébastopol. Cembalo est en pleins combats, du 5 au 6 mai 1944.
Le 18 juillet 2008, une partie de la tour du donjon s'écroule à cause de fortes pluies. Des travaux sont menés par la suite.

## La fresque de la Vierge de Cembalo
En 2002, une expédition archéologique menée par le musée de l'Ermitage de Saint-Pétersbourg et conduite par Svetlana Adaxina étudie les ouvrages de fortification et les habitations de la forteresse.

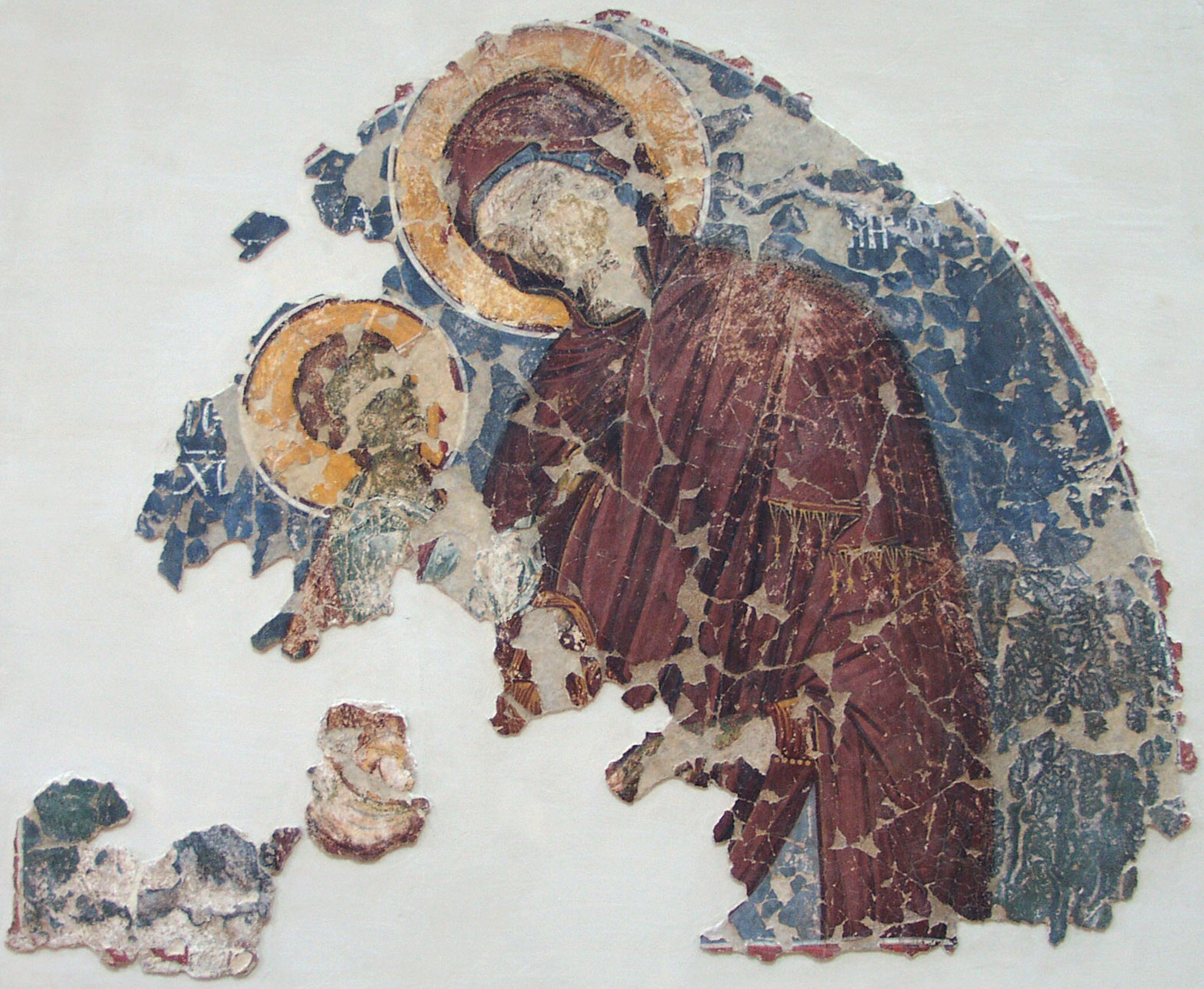
Fresque de Cembalo.

Cette expédition découvre des restes de fresque - exceptionnelle pour la Crimée -  dans une barbacane à l'angle Est de la cour de la tour n° 2. Il s'agit d'une représentation de Notre-Dame Hodigitria réalisée dans les années 1330-1340 et cachée depuis l'été 1475, аprès la chute de Cembalo sans doute par des chrétiens pour lui éviter la destruction par les musulmans turcs. Les morceaux de fresque étaient cachés dans un trou de la barbacane, enveloppés dans du tissu, et provenaient sans doute de l'église. Grâce aux travaux de restauration effectués, la fresque a été restaurée sous la forme d'une composition avec un arc en lancette, de taille 0,97 × 1,10 m. On voit une image en demi-longueur de la Vierge avec l'Enfant Jésus, située sur un fond sombre, limitée par des champs rouges avec un contour blanc. La figure de la Vierge est tournée vers la gauche et inclinée dynamiquement vers l'Enfant, qui est dirigé vers elle. L'image est proche du type iconographique de l'Hodigitria. Cependant, la structure de composition de la fresque s'écarte du canon, puisque l'Enfant est généralement représenté strictement de face. Au-dessus des personnages, sur un fond bleu foncé, se trouvent les lettres grecques ΙС ХС (Jésus-Christ) et ΜΡ ΘV (Mère de Dieu). Les auréoles sont claires, de couleur ocre-or avec des contours rouge foncé et blanc. Le maphorium de la Mère de Dieu est de couleur brun-pourpre et elle a trois étoiles symboliques sur le front et sur les épaules; le long des bords, il y a une décoration avec une frange de couleur jaune-or. Sur la tête, sous le maphorium, se trouve un bonnet bleu. La tunique est gris-bleu. Le manteau rouge foncé et le chiton vert clair de l'Enfant sont presque complètement perdus. La large manche de la chemise et les plis de l'himation avec une bordure ornementale en forme de lignes ocre vif ont été conservés.
Une étude visuelle de la fresque a permis aux restaurateurs de suggérer que la peinture a été réalisée selon une technique mixte de fresque et de détrempe. Tout d'abord, le plâtre humide a été peint avec des pigments naturels mélangés à de l'eau de chaux, puis les couches supérieures ont été peintes sur la surface sèche avec des peintures à la détrempe, où la colle de blé ou d'orge était généralement le liant. La fresque de Cembalo est unique et n'a pas d'analogie directe parmi les monuments de la peinture monumentale à la fois dans la Crimée médiévale et au-delà. Dans le même temps, ses caractéristiques stylistiques sont typiques de la peinture grecque traditionnelle de la période Paléologue et sont comparables à l'école d'art métropolitaine (Constantinople) du XIVe siècle.La mosaïque « Deesis » et la fresque « Notre-Dame de Tendresse » dans l'abside du parecclésion, datant du premier tiers du XIVe siècle, de l'église de Chora (Kahriye-Jami) à Constantinople en sont révélatrices. Une autre analogie typologique, iconographique et stylistique est une fresque du XIVe siècle représentant Notre-Dame Hodiguitria de l'iconostase de l'église de l'Ascension à Livadi sur l'île de Cythère. Des images des fresques Notre-Dame de Tendresse de Constantinople et Notre-Dame Hodiguitria de l'île de Cythère sont présentées en exposition. Des travaux de conservation et de restauration ont été menés sur le terrain en 2004 puis au printemps 2005 dans les conditions stationnaires de la Réserve nationale taurique de Chersonèse par des artistes-restaurateurs de la plus haute catégorie du Laboratoire de restauration scientifique de peinture monumentale de l'Ermitage, dirigés par A. Stepanov et E. Stepanova. Cette fresque a été présentée dans une exposition du 25 août au 15 septembre 2017 à Chersonèse de Tauride (aujourd'hui quartier de Sébastopol).

## Architecture

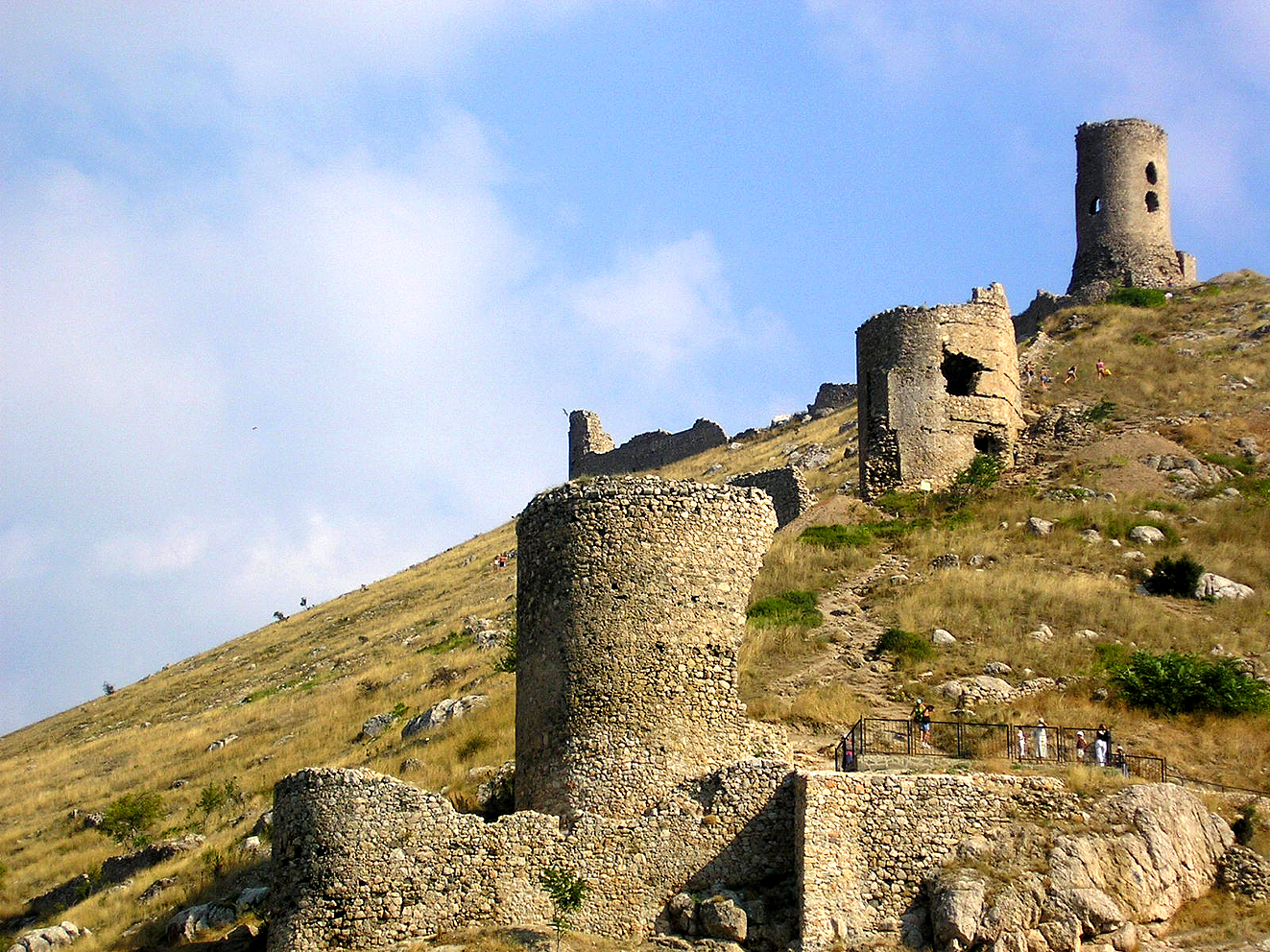
La forteresse de Cembalo.

Au sommet de la falaise, il y avait une citadelle du nom de Saint-Nicolas entourée d'un côté d'un escarpement et de l'autre de murs puissants avec huit tours, dont deux se tenaient à part et n'étaient pas reliées aux murs. Il y avait à l'intérieur de la citadelle une tour servant de demeure au consul génois (s'élevant sans doute à 15 m de hauteur), une massaria (douane) et une église qui servait aussi de nécropole aux habitants de marque. Le consul était élu à Gênes pour un an et se trouvait à la tête de l'autorité exécutive et du pouvoir juridique du comptoir. En outre, il était avec le châtelain de Saint-Nicolas, le chef de la garnison, constituée de quarante arbaletiers. Sa garde personnelle était quant à elle constituée de cavaliers tatars.

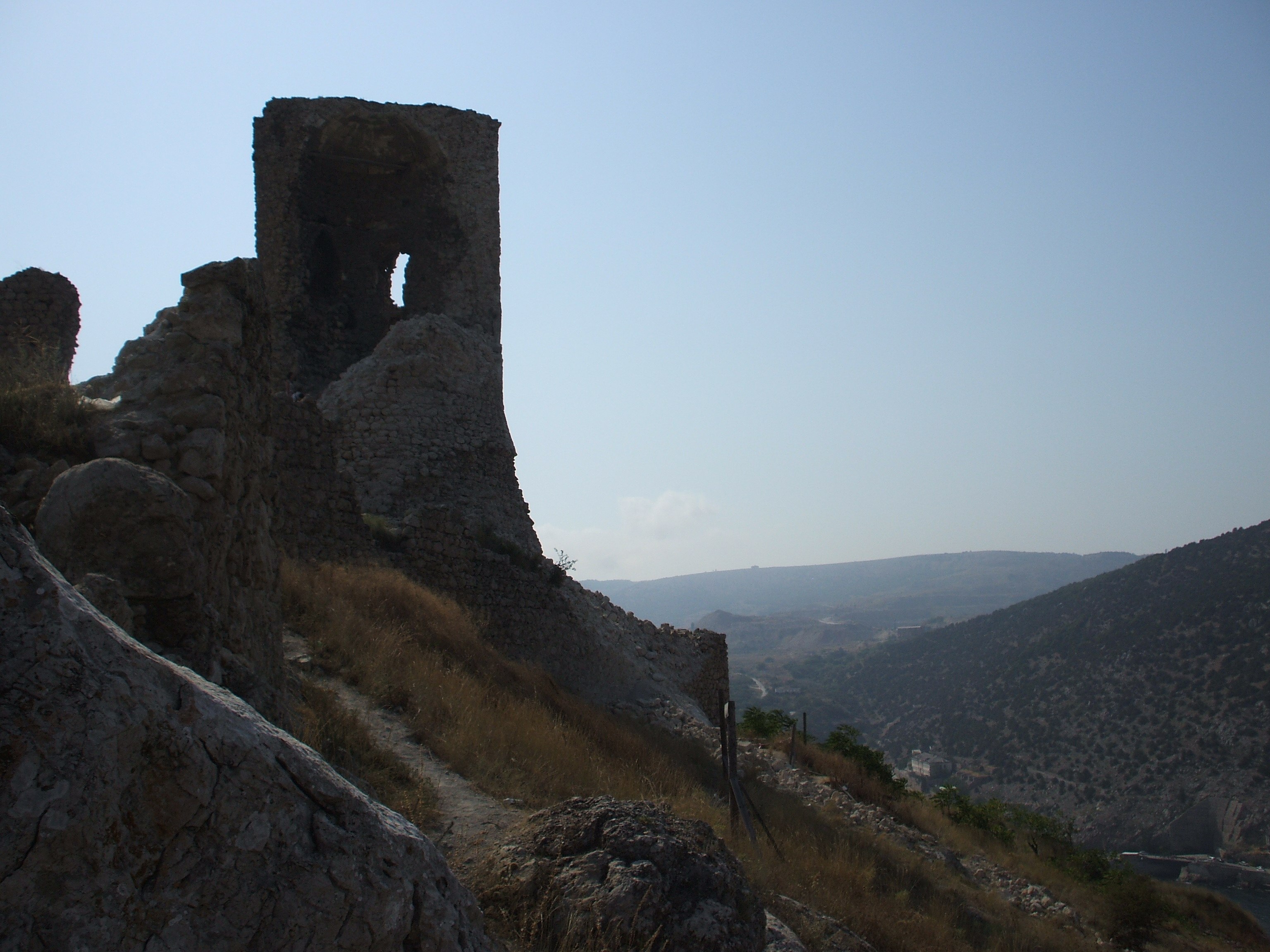
La citadelle et les vestiges des remparts.

Sur la pente du mont, s'étendait la ville de Saint-Georges, où demeuraient la plupart des habitants de Cembalo. C'étaient des artisans, des marchands et des pêcheurs. La ville basse était entourée de remparts avec six tours et défendue au sud par un escarpement. En bas sous la montagne, il y avait encore le port avec son marché au bord de la baie.
Dans les années 1460, les fortifications de la ville de Saint-Georges ont été reconstruites et une citadelle a été érigée dans l'angle sud-est avec une puissante tour-donjon qui était située à l'un des points les plus élevés, au sommet d'un falaise, et a survécu jusqu'à ce jour sur toute sa hauteur (environ 20 m). Le donjon avait trois niveaux: le rez-de-chaussée était occupé par une citerne d'eau, le premier étage servait d'habitation (on y trouve les restes d'une cheminée) et le second étage servait de guet, et il n'est pas exclu qu'il ait servi aussi de phare. L'eau entrait dans la citerne par une canalisation en argile de la source de Képhalo-Vrissi (grec : Κεφαλή Βρύση - tête [début] de la source), qui est située au sommet du ravin du même nom, sur le mont Spilia (grec Σπήλια - grotte ); La source est toujours utilisée pour fournir de l'eau à Balaklava. Une citerne semblable pour la collecte de l'eau était probablement située à l'étage inférieur de la tour consulaire.

## Cembalo dans la littérature
Le célèbre poète polonais Adam Mickiewicz a composé un cycle de sonnets pendant son voyage en Crimée, publié en 1826. Son sonnet n° 17 est consacré à la forteresse de Cembalo («Les Ruines du château de Balaklava»).